# Stand and Sing of Zambia, Proud and Free
Stand and Sing of Zambia, Proud and Free o también Lumbanyeni Zambia es el himno nacional de Zambia. La melodía procede de la canción Nkosi Sikelel' iAfrika, compuesta en 1897.

## Letra en inglés
Stand and sing of Zambia, proud and free,
Land of work and joy in unity,
Victors in the struggle for the right,
We have won freedom's fight.
All one, strong and free.
Africa is our own motherland,
Fashioned with and blessed by God's good hand,
Let us all her people join as one,
Brothers under the sun.
All one, strong and free.
One land and one nation is our cry,
Dignity and peace 'neath Zambia's sky,
Like our noble eagle in its flight,
Zambia, praise to thee.
All one, strong and free.
Praise be to God,
(Praise be, praise be, praise be,)
Bless our great nation,
(Zambia, Zambia, Zambia.)
Free men we stand
Under the flag of our land.
Zambia, praise to thee!
All one, strong and free.

## Letra en español
Levantaos y cantad a Zambia, orgullosa y libre,
tierra de trabajo y alegría en unidad,
vencedores en la lucha por los derechos,
hemos ganado la pelea de la libertad.
Toda unida, fuerte y libre.
África es nuestra propia madre patria,
Erigida y bendecida por la buena mano de Dios,
toda su gente juntémonos como uno
hermanos bajo el Sol,
Toda unida, fuerte y libre.
Una tierra y una nación es nuestro grito,
Dignidad y paz en el cielo de Zambia,
Como nuestra noble águila en su vuelo,
Zambia, te alabamos.
Toda unida, fuerte y libre.
Alabado sea Dios,
(alabado sea, alabado sea, alabado sea)
Bendiga nuestra gran nación
(Zambia, Zambia, Zambia)
Permanecemos como hombres libres
Bajo la bandera de nuestra tierra,
¡Zambia te alabamos!
Toda una, fuerte y libre.
- Datos: Q463375
- Multimedia: National anthems of Zambia / Q463375